# 1885 год в театре
1885 год в театре

## Персоналии

### Родились
- 4 января — Александр Крамов, российский и советский актёр театра и кино, народный артист СССР.
- 20 января — Владимир Готовцев, российский и советский актёр театра и кино, театральный педагог, народный артист РСФСР.
- 9 марта — Тамара Карсавина, известная русская балерина.
- 25 марта — Лидия Кякшт, балерина, педагог и хореограф, артистка Мариинского театра, солистка лондонского театра «Эмпайр», участница «Русских сезонов» Дягилева.
- 11 апреля — Яло Лесче, финский актёр театра и кино. Лауреат Pro Finlandia.
- 16 апреля — Юозас Вайчкус, создатель литовского профессионального театра.
- 16 июля — Николай Коновалов, актёр театра и кино.
- 28 августа — Екатерина Дурян-Арменян, советская армянская актриса. Народная артистка Армянской ССР.